# تسلسل أحداث الحرب العالمية الثانية في عام (1942)
هذا هو التسلسل الزمني للأحداث التي امتدت على مدى فترة الحرب العالمية الثانية في عام 1942م.

## يناير عام 1942م
1 يناير
 وقعت ستة وعشرون دولة من دول الحلفاء على إعلان الأمم المتحدة خلال مؤتمر أركاديا.
2 يناير
القوات اليابانية تسيطر على مانيلا عاصمة الفلبين وتستولى أيضًا على قاعدة كافيت البحرية. استمرار تراجاع القوات الأمريكية والفلبينية إلى باتان. 
5 يناير
 بداية هجوم كبير للجيش الأحمر بقيادة الجنرال غيورغي جوكوف.
6 يناير
 استمرار تقدم الجيش البريطانى نحو العقيلة على الطرف الغربي من ليبيا.
في خطاب الاتحاد الذي القاه الرئيس روزفلت وعد بمزيد من المساعدات إلى بريطانيا بما في ذلك الطائرات والجنود.
7 يناير
 الهجوم السوفياتي المضاد في الشتاء يتوقف بعد أن استنفزف قوات الجيش الألمانى وتراجعه من 62 ميل إلى 155 ميل بعيدا عن موسكو وفشل عملية بارباروسا.
بدء حصار شبه جزيرة باتان.
هجمات جوية مكثفة على مالطا. وتشير التقديرات إلى أن حمولة القنابل التي أسقطت على الجزيرة ضعف القنابل التي سقطت على لندن أثناء قصف الألمان.
8 يناير
 اختراق القوات اليابانية للخطوط الدفاعية عن كوالا لمبور في ماليزيا.
9 يناير
 تقدم القوات اليابانية في بورنيو دون أي معارضة تذكر.
10 يناير
اعلان اليابان الحرب على هولندا.
11 يناير
 القوات اليابانية تسيطر كوالالمبور في ماليزيا.
اليابان تغزو جزر الهند الشرقية الهولندية.
13 يناير
الجيش الأحمر يسترد كيروف وميديا. ويستمر في الهجوم المضاد.
اقتراب غواصة ألمانية هجومية من نوع (u boat) من شواطئ نيويورك في الولايات المتحدة.
15 يناير
 بدأت السلطات الألمانية بترحيل اليهود من الأحياء اليهودية اللودز إلى معسكر اعتقال خيلمنو.
19 يناير
 القوات اليابانية تأسر أعداد كبيرة من القوات البريطانية في شمال سنغافورة.
20 يناير
 النازيون في مؤتمر وانسي في برلين تقرر أن «الحل النهائي» للمشكلة اليهودية والذي تعين بمقتضاه ترحيل معظم السكان اليهود في المناطق الخاضعة للاحتلال الألمانى من أوروبا إلى بولندا تمهيدا للتخلص منهم.
قصف القوات اليابانية لسنغافورة مع اقتراب قواتهم المدينة.
21 يناير
 فيلق رومل أفريكا كور يبدأ هجوم مضاد ومفاجئ في العقيلة. وقواته تحصل على تعزيزات ودبابات جديدة وتسيطر على أجدابيا ويتقدم شمالا إلى بيدا فوم.
23 يناير
 بدء معركة رابول في جزيرة نيو بريتين.
24 يناير
القوات الأمريكية الأراضي تنزل في ساموا، كجزء من إستراتيجية لوقف تقدم القوات اليابانية في المحيط الهادئ.
25 يناير
 تايلاند تعلن الحرب على الولايات المتحدة وبريطانيا.
القوات اليابانية تغزو جزر سليمان.
26 يناير
وصول القوات الأمريكية الأولى في أوروبا وتهبط في ايرلندا الشمالية.
27 يناير
 البريطانيون يسحبون جميع قواتهم من سنغافورة.
28 يناير
 البرازيل تقطع العلاقات مع دول المحور.
29 يناير
فيلق رومل أفريكا كور يستعيد السيطرة على بنغازي في ليبيا في حملته في الشرق. وخلال الأشهر القليلة المقبلة سيقضيها الجانبان في الراحة والتسلح.
30 يناير
هتلر يتحدث في الصالة الرياضية ببرلين ويهدد يهود العالم بالفناء. كما انه يلوم بفشل الهجوم على الاتحاد السوفياتي على الطقس.
31 يناير
القوات اليابانية تسيطر على ميناء مولامين في بورما وتهدد رانغون كما فعلت مع سنغافورة.
على الجبهة الشرقية الألمان يتراجعوا في عدة نقاط.
اخر جزء من قوات الحلفاء يغادر الملايو وانتهاء المعركة بعد 54 يوما بانتصار ساحق لليابان في معركة حملة الملايو.

## فبراير عام 1942م.
1فبراير
فيدكون كيسلينغ النازى يصبح رئيس وزراء النرويج.
قوات رومل تصل إلى الغزالة في ليبيا، بالقرب من الحدود مع مصر وخلال هدوء الشتاء سيبقى هناك.
2 فبراير
الجنرال جوزيف ستيلويل الملقب«بالعم جو» رئيس أركان الجيش الأمريكى يتحالف مع شيانج كاي شيك ويصبح القائد العام لقوات الحلفاء في الصين.
3 فبراير
القوات الجوية اليابانية تجري غارات جوية على جزيرة جاوة وخاصة القاعدة البحرية في سورابايا.
القوات اليابانية تقصف بورت مورسبي في غينيا الجديدة مما يزيد من التهديد لأستراليا من قبل اليابان.
7 فبراير
يواصل الأميركيون دفاعهم عن باتان ضد قوات الجنرال هوما.
9 فبراير
القوات البريطانية في تراجع كامل إلى سنغافورة للدفاع النهائي عنها.
يعقد كبار القادة العسكريين الأمريكيين أول اجتماع رسمي لمناقشة الاستراتيجية العسكرية الأمريكية في الحرب.
10 فبراير
الباخرة كروز اس اس نورماندي تمسك النار فيها وتغرق في ميناء نيويورك. على الرغم من أن السبب هو على الأرجح الشعلة لحام ولكن تم تناول الأمر على أنه مؤامرة في وسائل الإعلام المختلفة.
11 فبراير
عملية قناة داش: البارجة الألمانية شارنهورست وغنيسنو مع الطراد الثقيل برينز يوجين تند فع من بريست خلال القناة الإنجليزية إلى الموانئ الشمالية بما في ذلك فيلهلمسهافن في ألمانيا. ومع ذلك الوحدات البحرية البريطانية تفشل في إغراق أي منها.
13 فبراير
تستمر معركة باتان.
15 فبراير
تسليم سنغافورة للقوات اليابانية. وهذا يمكن القول إنها الخسارة الأكثر تدميرا في التاريخ العسكري البريطاني.
16 فبراير
يجري مناقشة في الدوائر الحكومية الأمريكية العليا خطط لاعتقال الأمريكيين اليابانيين الذين يعيشون بشكل عام في غرب الولايات المتحدة.
يرتكب اليابانيون مذبحة جزيرة بانكا التي أطلقوا النار فيها على الممرضين العسكريين الأستراليين مما أسفر عن مقتل 21 شخصا.
17 فبراير
أعطيت أوامر لرانغون ليتم إجلائها كما تقترب القوات اليابانية.
19 فبراير
هجوم الطائرات اليابانية على داروين في الإقليم الشمالي في أستراليا.
يوقع الرئيس فرانكلين روزفلت الأمر التنفيذي رقم 9066 الذي يسمح للجيش الأمريكي بتحديد المناطق كمناطق لاستبعاد المشتبه بهم وهذه المناطق تؤثر على اليابانيين على الساحل الغربي والألمان والإيطاليين في المقام الأول على الساحل الشرقي.
إصدار قانون للتجنيد العسكري في كندا.
20 فبراير
القوات اليابانية تعبر نهر سالوين المهم في بورما.
القوات اليابانية تغزو بالي وتيمور من خلال استخدام قوة مشتركة من المظليين والقوات البرمائية.
21 فبراير
فيلق من الطائرات الأمريكية الآن راسخة في قواعد في المملكة المتحدة.
22 فبراير
أمر الرئيس فرانكلين ديلانو روزفلت الجنرال دوغلاس ماك آرثر بإخلاء الفلبين مع انهيار الدفاع الأمريكي عن الأمة.
25 فبراير
بدأ اعتقال المواطنين الأمريكيين اليابانيين في غرب الولايات المتحدة مع تزايد المخاوف من الغزو.
الاميرة اليزابيث تسجل لخدمة الحرب.
26 فبراير
فيفيان بولوينكيل الناجي الوحيد من مذبحة جزيرة بانكا يتم القبض عليه وسجنه من قبل اليابانيين.
27 فبراير
معركة بحر جاوة تحت قيادة الأدميرال الهولندي كارل دورمان تخسر قواته 2 من الطرادات الخفيفة و 3 مدمرات.
تمت مهاجمة حاملة الطائرات الحربية يو اس اس لانغلي من قبل 9 قاذفات بيتي اليابانية في بحر جاوة وتضررت ثم هربت لمنع القبض عليها.
28 فبراير
القوات البرية اليابانية تغزو جزيرة جاوة.

## مارس عام 1942م.
1 مارس
بدء هجوم الجيش الأحمر في شبه جزيرة القرم. وفي الشمال لا يزال حصار لينينغراد مستمرا.
3 مارس
الطائرات اليابانية تقوم بغارة مفاجئة على المطار والميناء في بروم غرب أستراليا.
4 مارس
العملية البحرية اليابانية (k) تقوم بعمليات استطلاع على بيرل هاربور وتعطيل عمليات الإصلاح والإنقاذ.
5 مارس
استيلاء القوات اليابانية على باتافيا عاصمة جزر الهند الشرقية الهولندية.
تشمل قوانين التجنيد الجديدة في المملكة المتحدة النساء والرجال حتى سن 45 عاما.
6 مارس
مالطا تتستقبل المزيد من المقاتلين للدفاع المستمر.
8 مارس
أنزال القوات اليابانية في لاي وسالاماوا في خليج هون في غينيا الجديدة وتبدأ تحركها نحو ميناء مورسبي في غينيا الجديدة ثم أستراليا.
9 مارس
دخلول القوات اليابانية رانجون في بورما والتي تركها البريطانيون قبل يومين. ويبدو أن اليابانيين يسيطرون على جاوة وبورما وغينيا الجديدة.
وزير الحرب يعيد تنظيم المقر العام لجيش الولايات المتحدة إلى ثلاثة أفرع رئيسية هي القوات البرية للجيش وهي القوات الجوية للجيش وخدمات التموين وهذه الأخيرة التي أعيد تشكيلها لاحقا لخدمة قوات الجيش. وفي الوقت نفسه يخضع الأربع أفرع وجميع مسارح العمليات للأركان العامة لإدارة الحرب.
11 مارس
القوات اليابانية تنزل على مينداناو وهي جزيرة واقعة في أقصى جنوب في الفلبين.
12 مارس
القوات الأمريكية تبدأ في الهبوط في نوميا في كاليدونيا الجديدة التي سوف تصبح قاعدة انطلاق هامة للغزو في نهاية المطاف من جوادالكانال.
13 مارس
سلاح الجو الملكي البريطاني يطلق غارة جوية ضد مدينة ايسن في ألمانيا.
14 مارس
القوات اليابانية في جزر سليمان تبدأ في بناء مطار في غوادالكنال مما يؤكد أن الوضع أصبح خطيرا بالنسبة لأستراليا.
القوات اليابانية تهدد الآن القوات الأمريكية حول خليج مانيلا التي تبدأ بالتراجع إلى كوريجيدور.
17 مارس
وصول الجنرال دوغلاس ماك آرثر إلى أستراليا بعد مغادرته مقره في الفلبين.
تعتمد المملكة المتحدة تقنين حصص الكهرباء والفحم والغاز وتخفض حصة الملابس أيضا.
20 مارس
عملية (أوت وورد) تبدأ برنامج لمهاجمة ألمانيا عن طريق البالونات المتفجرة التي تحلق بحرية.
22 مارس
مهاجمة قافلة امدادات عند وصولها إلى مالطا وتكبيدها خسائر فادحة من اللوفتوافا والقوات البحرية الإيطالية.و استمرار الهجمات بالقنابل الثقيلة على الجزيرة مع مقاومة ضعيفة من القوات الجوية للحلفاء.
25 مارس
سلاح الجو الملكي يقوم بغارات جوية ضد أهداف في فرنسا وألمانيا.
26 مارس
الزام اليهود في برلين الآن بتحديد اقامتهم في منازلهم بوضوح.
28 مارس
يقوم سلاح الجو الملكي بغارة جوية على مدينة لوبيك وتدمير أكثر من 30% من المدينة و 80% من أجزاء المدينة التي ترجع إلى عصر القرون الوسطى. وهتلر يغضب.
الكوماندوز البريطاني يطلق عملية شاريوت ويقوم بغارة على ميناء سانت نازيرفى فرنسا. يتم أسر المدمرة اتش ام اس كامبلتون ويتم تدميرها عن طريق متفجرات تم توصيلها بفتيل زمنى متفجر وبعد التفجير بدأ الكوماندوز في تدمير أجزاء أخرى من منطقة الخدمة البحرية. وتم تدمير الميناء تماما ولم يستأنف فيه الخدمة حتى عام 1947م ومع ذلك فقد حوالي ثلثي قوات المداهمة.

## أبريل عام 1942م.
1 أبريل
يجتمع مجلس حرب المحيط الهادئ للمرة الأولى في واشنطن. ويهدف إلى السماح للقوى الأصغر المشاركة في محاربة اليابانيين أن يكون لها بعض التدخل في قرارات الولايات المتحدة والغرض منه مجابهة الأحداث التي تقابلها وذلك حتى انهيار القيادة أبدا.
2 أبريل
أكثر من 24.000 من القوات المريضة والجائعة (الأمريكية والفلبينية) محاصرون الآن في شبه جزيرة باتان.
القوات اليابانية تنجح في الهبوط على غينيا الجديدة الهولندية.
3 أبريل
القوات اليابانية تبدأ هجوم شامل على القوات الأمريكية والفلبينية في باتان.
استمرار الهجمات الجوية اليابانية على ماندالاي في بورما.
4 أبريل
تنفيذ الألمان لخطة «غارات بايديكر» على المواقع البريطانية السياحية أو التاريخية انتقاما لقصف لوبيك.
5 أبريل
القوات اليابانية تسيطر على جبل سامات الذي يعتبر النقطة قوية على خط الدفاع للحلفاء على باتان.
القوات البحرية اليابانية تهاجم كولومبو في سيلان. البحرية الملكية تخسر الطرادات الثقيلة اتش ام اس كورنوال واتش ام اس دورسيتشير وتغرق جنوب غرب الجزيرة.
يصدر أدولف هتلر التوجيه رقم 41 الذي يحدد خططه للهجوم الصيفي القادم في روسيا. ويوجه الهجوم الرئيسي للاستيلاء على حقول النفط الروسية في القوقاز؛ والثاني هو السيطرة على ستالينغراد وحماية جناح الهجوم الرئيسى المتقدم.
6 أبريل
القوات البحرية اليابانية تنزل قوات على شاطئ جزيرة مانوس في أرخبيل بسمارك (وبعض المصادر تعطي تاريخ 8 أبريل لهذه الانزال).
8 أبريل
غارات جوية قوية على مدينة هامبورغ.
ضعف القوات الأمريكية على الهجوم الأخير على باتان.
انسحاب المدمرة البريطانية اتش ام اس من مالطة. وأوشكت المقاومة عن مالطة على الاستسلام.
9 أبريل
البحرية اليابانية تقوم بغارة جوية على ترينكومالي في سيلان. تحطم حاملة الطائرات في البحرية الملكية اتش ام اس هيرميس والمدمرة البحرية الملكية الأسترالية اتش ام اس فامبير قبالة الساحل الشرقي للبلاد.
باتان تقع بيد اليابانيين. وتبدأ «مسيرة باتان المميتة» حيث يتم نقل الأسرى إلى معسكرات الاعتقال في الشمال. ولا تزال كوريجيدورالواقعة وسط خليج مانيلا أخرنقطة من المقاومة.
10 أبريل
القوات اليابانية تنزل على جزيرة سيبو وهي جزيرة متوسطة الحجم من الفلبين.
12 أبريل
القوات اليابانية تسيطرعلى ميجيونغي في بورما.
13 أبريل
تم اعدام أنطون شميد الجندي النمساوي في الجيش الألماني بعد أن شهد مذبحة بوناري وإنقاذه لليهود.
14 أبريل
وينستون تشرشل يعرب عن قلقه من أن الوضع في مالطة سيؤدي إلى جعل أفضلية لقوات المحور في شمال أفريقيا على القوات البريطانية ويرسل برقية إلى السير ستافورد كريبس في القاهرة مطالبا منه بالضغط على الجنرال أوشينليك لاتخاذ إجراءات هجومية قبل أن يتمكن هذا تحدث.
يو اس اس روبر تصبح أول سفينة أمريكية تغرق غواصة من نوع (u boat).
15 أبريل
مالطا تمنح الملك جورج السادس صليب «البطولة والتفاني».
بدأ جنود فيلق بورما في تدمير البنية التحتية لحقول النفط في ينانغيونغ لمنع القوات اليابانية المتقدمة من السيطرة عليها سليمة.
17 أبريل
الجنرال الفرنسي هنري جيرود الذي ألقي القبض عليه في عام 1940م يهرب من سجنه في قلعة كونيشتاين والقفز على متن قطار متحرك، والذي يأخذه إلى الحدود الفرنسية.
18 أبريل
القوات الجوية الأمريكية بغارة على ناغويا وطوكيو ويوكوهاما. بقيادة جيمي دوليتل باستخدام قاذفات B-25 وتقلع من على متن حاملة الطائرات الأمريكية يو اس اس هورنيت. وهذه الغارات كانت دفعة كبيرة للروح المعنوية للأمريكيين الذين كان غذائهم في معظمها الأخبار السيئة.
قوم قوات الحدود البحرية الشرقية وهي القيادة التنفيذية للبحرية الأمريكية المسؤولة عن الساحل الشرقي للولايات المتحدة في وقت متأخر من الليل بقطع التيار الكهربائي على طول الساحل الشرقي. وهذا يحرم قادة غواصات (u boat) من الإضاءة الخلفية ولكن هذه الخطوة لن توفر سوى القليل جدا من التصدى لهجوم الغواصات. كما كان يتوقع أن تنمو هجمات الغواصات في الأيام المضيئة على نور نور القمر.
20 أبريل
الجنرال دوبي الحاكم العام والقائد العام لمالطة يرسل رسالة إلى وينستون تشرشل قائلا «من الواضح أن أسوأ ما يمكن أن يحدث إذا لم نتمكن من تجديد احتياجاتنا الحيوية، وخاصة الدقيق والذخيرة، وأن قريبا جدا» تشرشل تخلص من هذه وغيرها من«الأخبار المزعجة» أن دوبي غير قادر بما فيه الكفاية لمثل هذه المهمة الهامة، ويقرر أن يحل محله مع اللورد جورت.
يو اس اس واسب تسلم 47 طائرة سبيت فايرمن السرب رقم 603 إلى مالطا؛ ويتم تدمير الطائرات ومعظمها على الأرض من قبل غارات جوية مكثفة للمحور قبل أن تؤثر على مسار المعركة.
23 أبريل
بداية ما يسمى بغارات بايديكر من قبلسلاح الجو الألمانى على بلدات المقاطعات الإنجليزية مثل إكستر وباث ونورويتش ويورك. تستمر هذه الهجمات بشكل متقطع حتى 6 يونيو.
24 أبريل
قصف عنيف على روستوك في ألمانيا من قبل سلاح الجو الملكي البريطاني.
26 أبريل
هتلر يفرض نوعا من السلطة العليا على ألمانيا.
27 أبريل
مدينة روستوك تقصف لليله الرابعة على التوالي.
يجري في كندا استفتاء وطني بشأن مسألة التجنيد الإلزامي. الكنديون الفرنسيون هم من المعترضين الرئيسيين ولكن ليس الوحيدين على المشروع.
يتم تقديم الصيغة النهائية لثلاثة وثلاثين صفحة من المشروع الألماني لتصميم طائرة قاذفة جوية عابرة للمحيط الأطلسي في مسابقة تصميم القاذفة الاستراتيجية إلى وزارة الطيران الألمانية.
28 أبريل
يغادر الجزء الأكبر من قوات الهجوم البريطانية ديربان في جنوب أفريقيا إلى مدغشقر ومع ذلك فإن السفن التي تحمل وسائل النقل والأسلحة الثقيلة قد غادرت ببطئ بسرية كبيرة قبل بضعة أيام.
29 أبريل
«غارات بايديكر» تستمر وتركز على نورويتش ويورك.
القوات اليابانية تقطع طريق بورما مع السيطرة على لاشيو في بورما.
أدولف هتلر يستدعي بينيتو موسوليني وغاليزو سيانو إلى مؤتمر قمة في سالزبورغ. ومثل معظم المؤتمرات الهتلرية، فإنها تعتبر في الواقع محاولة مقنعة إلى حد ما لتهديد المدعوين بالامتثال لإرادة الفوهرر؛ وفي هذه الحالة فإنه يجب على الإيطاليين إرسال المزيد من القوات إلى الجبهة الشرقية. وهتلر ينجح في ذلك وموسوليني يوافق على إرسال سبع فرق إضافية فضلا عن وعده بارسال اثنتين اخرين. وسيتم تشكيل هذه القوات السيئة الحظ تحت اسم الجيش الإيطالي الثامن وألحقت هذه القوات تحت قيادة الجنرال فون بوك وفي وقت لاحق تحت قيادة فون ويتش تحت مسمى مجموعة الجيوش ب.

## مايو عام 1942م
1 مايو
رومل يستعد لهجوم جديد خلال النصف الأول من هذا الشهر.
قوات من الجيش الخامس عشر الياباني تحت قيادو الجنرال شوجيرو إيدا تسيطر على ماندالاي ومونيوا واقوم بتأمين الطرف الغربي من طريق بورما.
2 مايو
ردا على تقارير المخابرات الأمريكية التي تحذر من الانزال الياباني الوشيك يتم إخلاء الحامية الأسترالية من تولاغي.
3 مايو
في الخطوة الأولى من الخطة الاستراتيجية اليابانية للسيطرة على ميناء مورسبي القوات اليابانية تحت الأدميرال كيوهيدي شيما تقوم بعملية انزال دون معارضة على تولاغي وبدء معركة بحر المرجان.
يقرر الجنرال الأمريكي جوزيف ستيلويل أنه لا يمكن إنجاز شيء آخر في بورما وأن الوقت قد حان للانسحاب.
4 مايو
الأميرال الأمريكى فرانك جاك فليتشر قائد الفرقة 17 يقوم بأول ضربة من معركة بحر المرجان بمهاجمة الأهداف البحرية اليابانية بالقرب من تولاغي.
يبدأ هاول ومجموعته المكونة من 114 شخصا معظمهم من الاميركيين رحلتهم إلى الحدود الهندية الامنة. ومن أجل الوصول إلى الهند سوف تكون قوات الجنرال ستيلويل مكشوفة لمقدمة اليابانيين، ولكنه نجح بمساعدة الرياح الموسمية القادمة.
5 مايو
هجوم للمدفعية اليابانية الثقيلة على كوريجيدور.
القوات البريطانية تبدأ «عملية الحديد» وغزو مدغشقر للحفاظ على الأراضي الفرنسية التابعة لحكومة فيشى من الوقوع في الغزو الياباني المحتمل.
مدينة إكستر تقصف من قبل سلاح الجو الألمانى في غارة ضمن خطة «عارات بايديكر».
في بحر المرجان كل من حاملات الطائرات اليابانية والأمريكية تقضى هذا اليوم في البحث عن السفن الأخرى دون أي نجاح، على الرغم من أن كانت هناك نقطة اعتراض واحدة تفصل بين القوات المنتشرة على مساحة أقل من مائة ميل من المحيط.
الجنرال ستيلويل يتخلي عن شاحناته والتي أصبحت باستمرار عالقة وبالتالي تعوق بالفعل التقدم بدلا من مساعدته. وهو يحتفظ بسيارات الجيب التي تعمل بشكل أفضل. وفي وقت متأخر من اليوم يصل هو وقواته إلى اندو في يورما.
6 مايو
على جزيرة كوريجيدور، يستسلم الجنرال جوناثان م. وينوريت هو وآخر القوات الأمريكية في الفلبين إلى الجنرال اليابانى ماساهارو هوما. ويوجد نحو 12.000سجينا. وسيواجه هوما قريبا انتقادات من رؤسائه على طول الوقت الذي استغرقه للسيطرة على الفلبين ويجبر على التقاعد في عام 1943م.
وبعد حديث بيب يخرج الجنرال ستيلويل وقواته البالغة 114 جندى من انداو سيرا على الاقدام مع وجود 11 سيارة جيب فقط لنقل الامدادات وغير قادرة على الوصول إلى الحدود الهندية. ويرسل رسالة الراديو الأخيرة التي تنتهي بالكارثة ممكنة جدا ثم يتم تدمير الراديو.
7 مايو
قوات فيشي تسلم دييغو سواريز أهم ميناء في مدغشقر للقوات البريطانية المشاركة في عملية إيرونكلاد. ومع ذلك فإن قوات فيشي كانت قادرة على الانسحاب في حالة جيدة.
في بحر المرجان طائرات الاستطلاع اليابانية تعثرعلى سفينة تزود بالوقود السفينة يو إس إس نيوشو والمدمرة يو اس اس سيمز التي انعزلت عن قوات الاميرال فليتشر الفرقة 17 والتي كان ينبغي أن تكون داخل مياه أكثر أمانا للتزود بالوقود. وهي خطوة خاطئة لحاملة طائرات والطراد. وقد اعرب الادميرال اليابانى تاكاجى عن اعتقاده انه وجد في النهاية موقع قوة فليتشر الرئيسية ويأمر بشن هجوم كامل من جانب حاملتى الطائات شوكاكو وزويكاكو ويغرق كلا من السفينتين. وكان هذا الهاء ساعد على منع اليابانيين من العثور على الموقع الحقيقي لقوات فليتشر. وفي الوقت نفسه فليتشر كان لديه إنذار كاذب مماثل عن اكتشاف اثنين من الطرادات ومدمرتين وتم تشفيرها عن طريق الخطأ باسم «اثنين من حاملات الطائرات وأربع طرادات». وعلى سبيل الصدفة وعلى الرغم من حاملات الطائرات يو اس أي ليكسينغتون ويوم اس اس يوركتاون تعثر على حاملة الطائرات الخفيفة شوهو وتتمكن من تعقبها واغراقها، مما أدى إلى أول استخدام في البحرية الأمريكية للإشارة، «خدش واحد فلاتوب». الأدميرال اينو هو منزعج جدا من فقدان حاملة الطائرات شوهو حتى أنه امر بوقف القوات عن عزو مورسبي والتوجه شمال لويسيادس حتى يتمكن من العثورعلى حاملات الطائرات الأمريكية وتدميرها.
في بورما اضطرالجنرال ستيلويل على التخلي عن سيارات الجيب. ومن هنا كل أفراد المجموعة سوف تضطر إلى المسير. ويقرر الجنرال البالغ من العمر تسع وخمسين عاما أن يسيروا خمسين دقيقة ويرتاحو عشرة دقائق من كل ساعة.
8 مايو
في بحر المرجان تتصادم حاملات الطائرات الرئيسية في كل جانب في النهاية والتي تتكون من حاملتى الطائرات اليابانية شوكاكو وزويكاكو وحاملات الطائرات الأمريكية ليكسينغتون ويوركتاون. وتتبع بعدة هجمات. فقط زويكاكو يهرب دون ان يصاب به. شوكاكو أصيب بأضرار على سطح الطيران تتطلب إصلاحات شهرين. وحاملة الطائرات ليكسينغتون تغرق ويوركتاون تتضرر بشدة وتخرج من الخدمة. وفليتشر يتقاعد وهذا الإجراء ينهى المعركة. في حين يمكن القول أن النصرالتكتيكي كان لليابانيين الذين أغرقوا أكبر حمولة بحرية وحاملة طائرات كبيرة فقط، ومعركة بحر المرجان عادة ما ينظر إليها على أنها انتصار استراتيجي للولايات المتحدة كما أن الأدميرال إلغاء الجنرال اينوعملية ميناء مورسبي هو أول فشل كبير لعملية إستراتيجية يابانية في مسرح المحيط الهادئ. وبالإضافة إلى ذلك، سيتم إصلاح يوركتاون في الوقت المناسب لتقديم مساهمات هامة في ميدواي (على الرغم من أنها لن تبقى في الحدمة طويلا) في حين أنه لم تتضررحاملتى الطائرات شوكاكو ولا زويكاكو كثيرا (على الرغم من عدم الهجوم مباشرة عليها ولكنهاعانت من خسائر غير مستدامة في الطائرات) وسوف تكون قادرة على التجدد في الوقت المناسب لمعركة ميدواي وإعطاء القوات اليابانية فقط أربع حاملات قابلة للتشغيل ومتاحة لتلك المعركة.
الألمان يأخذون شبه جزيرة كيرتش في شبه جزيرة القرم الشرقية.
9 مايو
في ليلتى 8/9 مايو 1942 تمردعناصر من المدفعية في حامية سيلان على جزيرة هورسبورغ في جزر كوكوس. وتم سحق تمردهم واعدم ثلاثة منهم وهم جنود الكومنولث البريطانيون الوحيدون الذين سيتم إعدامهم بسبب التمرد خلال الحرب العالمية الثانية.
يو إس إس واسب واتش ام اس إيغل تسلم فرقة ثانية من طائرات سبيتفيرز إلى مالطا في عملية بويري. وبعد بضعة أيام، سوف يرسل تشيرشيل إشارة يشكر فيها الحاملة واسب «من يمكن أن يقول أن واسب يمكن أن تلدغ مرتين؟» هذه الطائرات التي تعمل بشكل أكثر قوة من تلك التي سبق تسليمها وتقوم بالتحليق في سماء مالطا خلال الأيام القليلة المقبلة، واضطر المحور للتخلي عن قصفه بالنهار. وهذا يمثل نقطة تحول رئيسية في الحصار وبالتالي في حملة شمال أفريقيا على الرغم من أن الجزيرة لا تزال عرضة للهجوم الجوي المميت والدقيق مما يحول دون إعادة الإمداد بكفاءة للجزيرة.
في بورما بدأ الجنرال ستيلويل والقوات المرافقة له عبور نهر أويو. ولا تتوفر سوى أربعة قوارب صغيرة، والعبور يتم لى مدار من يومين.
10 مايو
غير مدرك أن الوقت لم يأتى بعد يخبر كيسلرينغ هتلر أن مالطا قد تم تحييدها في الحرب.
يتزايد احباط تشرشل أكثر من أي وقت مضى من الجنرال أوشينليك الغير قادر على فعل أي تحرك يغير من مجرى الحرب وأخيرا يرسل له برقية مع أمر واضح. بالهجوم في الوقت المناسب لتغطية قوافل هاربون / فيحورز القادمة إلى مالطا خلال الظلام تحت ضوء القمر في أوائل يونيو حزيران. وهذا يضع أوشينليك في موقف الامتثال أو الاستقالة. أوشينليك لا يرد على الفور ويترك تشرشل ورئاسة الأركان ومجلس وزراء الحرب في حالة من الترقب.
12 مايو
الغواصة الألمانية U-553، بقيادة كابيتانليوتنانت كارل ثورمان تغرق السفينة البريطانية نيكويا بالقرب من مصب نهر سانت لورانس، مما يشير إلى افتتاح معركة سانت لورانس.
معركة خاركوف الثانية - في شرق أوكرانيا بدأت بهجوم للقوات السوفياتية للمارشال تيموشينكو في مسرح الجنوب الغربي للعمليات بما في ذلك جيش غورودنيانسكي السادس وجيش خاريتونوف التاسع هجوما كبيرا للسيطرة على خاركوف من الألمان. والجيش التاسع يهاجم أولا مع الهدف الرئيسي من كراسنوغراد والهدف الثانى بولتافا. والجيش السادس سوف يتبعه فورا. وبعد أن يستولى الجيش التاسع على كراسنوغراد على الجيش السادس أن يتقدم شمالا ويتصل مع الجيش الثامن والعشرين والجيش ال 57 حيث قطعت التشكيلات الأخيرة خط السكك الحديدية بين بلجراد وخاركوف.
تزود الوثيقة المقترحة لاقتراح تصميم لقاذفة القنابل الاستراتيجية عبر المحيط الأطلسي من طراز أميريكا المكونة من 33 صفحة بمكتب هيرشمانشال هيرمان غورينغ بعشر نسخ مطبوعة - أرسلت ستة منها إلى سلاح الجو الألمانى وأربع منها كانت محفوظة.
13 مايو
الجنرال ستيلويل والمجموعة المرافقة لها تعبر نهر تشيندوين. وهي من الآن آمنة تقريبا من اليابانيين ولكن لا تزال تعتمد على إمداداتها الخاصة في منطقة نائية جدا والسباق للتغلب على الرياح الموسمية.
14 مايو
ردا على الهجوم السوفياتي في منطقة خاركوف أمر هتلر عناصر من قوات الجنرال ريشتهوفن من الجيش الثامن وعناصر من القوات الجوية فليجيركوربس في الشمال للقيام بمهام الدعم الأرضي. ونتيجة لذلك، بحلول نهاية يوم 14 مايو أنشأ الألمان تفوق جوي مؤقت ولكن الوضع المتطور في قطاع خاركوف. وبالإضافة إلى ذلك في هذا اليوم يأمر هتلر الجنرال كلايست الذي يتولى قيادته في المواقف المقابلة للطرف الجنوبي الأيسر من السوفييت أن يعد بسرعة ويطلق هجوما مضادا قويا.
في بورما الجنرال ستيلويل والمجموعة المرافقة له يبدأ صعود التلال نجا. وقد اجتمعوا في كاولوم بحملة إغاثة برئاسة تيم شارب مدير المستعمرات البريطاني حيث وجدوا الطعام والرعاية الطبية ويعبر ستيلويل عن امتنانه في مذكراته.
15 مايو
في الولايات المتحدة، يتم التوقيع على مشروع قانون لإنشاء فيلق في الجيش مكون من النساء (واك) في القانون.
الجنرال ستيلويل يعبر الحدود إلى الهند.
16 مايو
الفرقة الأولى المدرعة التابعة لجيش الولايات المتحدة الأمريكية تصل إلى ايرلندا الشمالية.
17 مايو
في شمال خاركوف تواجه الجيوش الروسية ال 28 وال 57 صعوبة في إحراز تقدم ضد الجنرال باولوس قائد الجيش السادس الألماني.
مضى أسبوع منذ أن أرسل تشرشل إنذاره إلى الجنرال أوتشينليك ولم يتلق بعد ردا. وقال انه يرسل متابعة صارمة: «من الضروري بالنسبة لي أن يكون لها بعض النوايا العامة الخاصة بك في ضوء برقياتنا الأخيرة». ومرة أخرى لا يوجد رد فوري.
18 مايو
الجيش الأحمر في تراجع كبير في كيرتش بعد استسلام أعداد كبيرة.
في شمال خاركوف يهاجم الجيش السوفييتي. وفي الجنوب يطلق كلايست هجومه المضاد. وينجح على الفور وبحلول نهاية اليوم الأول وصلت العناصر الرئيسية إلى التقاء نهري أوكسول ودونيتز مما يضيق كثيرا من قاعدة انظلاق القوات السوفيتية. في هذه العملية اجتاز الألمان وتعطلت الكثير من خطوط الاتصال للجيش التاسع بقيادة خاريتونوف الذي يبدأ بفقد تماسك قواته القتالية ويصبح عديم الفائدة لحماية خلفية الجيش 6 بقيادة غورودنيانسكي التي بسبب تقدمها شمالا والتي كانت مهمته صد الهجمات الألمانية القادمة من الجنوب.
وتعطي بنادق أسام لمجموعة الجنرال ستيلويل تحية رسمية تكريما لوصولهم إلى أوخرول ولكن لن يتمكنوا من التقدم بأي تنقل بمحركات. فإن أقرب طريق يمر بشاحنات لا يزال مسيرة يوم بعيدا وليس هناك جيب حتى الآن في هذا الجزء من الهند.
19 مايو
في خاركوف لا يزال هجوم كلايست المضاد يتقدم والآن قوات باولوس تطلق الهجوم المضاد الثاني من الشمال وتهدف إلى ربط قواتها مع كلايست وأصبح تطويق العديد من القوات السوفيتية ممكن. وستافكا تدريجيا تدرك مدى الخطروتعطى أوامر للجيش 6 بقيادة غورودنيانسكي لوقف تقدمهم. ولكن حتى الآن تيموشينكو يخطط لتحرير ما يمكن أن يحرره قبل ربط الجيوش الألمانية الاثنين.
الجنرال ستيلويل والقوات المرافق له في النهاية تصل إلى شاحنة في ليتان. وبحلول هذا الوقت بدأت الأمطار الموسمية.
رد الجنرال أوتشينليك في رده الأخير على برقية تشرشل الملحة إلى حد ما في اليوم العاشر، قائلا إنه سيواجه هجوما يستعد له بإبحار للقوافل الحربية لمالطة.
20 مايو
الغزو الياباني لبورما يكتمل وتوصف بأنها «كارثة عسكرية». ومن قبيل الصدفة في نفس اليوم الجنرال ستيلويل يصل في إمفال وترفض قواته الإجلاء. وقد وصل 114 شخصا منهم على الرغم من أن بعضهم يجب أن يدخل المستشفى بسبب الإرهاق وأحدهم هو الرائد فرانك ميريل القائد اللاحق لماريلز ميريل تم تشخيص إصابته بنوبة قلبية خفيفة في طريقه.
في خاركوف تتقدم قوات كلايست وباولوس إلى الأمام معا ويرسل تيموشينكو الجنرال كوستينكو إلى مكان الثغرة لتنظيم القتال أو في حالة فشل ذلك تعظيم ما يمكن إنقاذه.
يصل مولوتوف إلى لندن وتبدأ مناقشات رفيعة المستوى في اليوم التالي.
21 مايو
تأجيل غزو مالطة إلى أجل غير مسمى.
في المناقشات مع ونستون تشرشل وأنطوني إيدن، يواصل مولوتوف الضغط على المطالب السوفيتية لعمليات الاستحواذ على الأراضي التي تمت خلال فترة ما قبل الحرب، بما في ذلك دول البلطيق وبولندا الشرقية وبسارابيا. ولا تستطيع تشرشل أو لا توافق على هذه المطالب، وتصبح المحادثات مسدودة.
22 مايو
المكسيك تعلن الحرب على دول المحور.
23 مايو
تلتقي دبابات كلايست وبولوس في بالاكليا جنوب شرق خاركوف وتطويق معظم الجيوش السادسة والسابعة السوفييتية.
في المحادثات السوفيتية البريطانية رفيعة المستوى في لندن يقترح أنتوني إيدن ترحيل المفاوضات عن محاولات التوصل إلى تفاهمات إقليمية وبدلا من ذلك أن يتوصلوا لقرار للتحالف عشرين عاما. مولوتوف أصبح موقفه الدبلوماسي يضعف بسرعة مع تدهور الوضع العسكري السوفياتي في كيرتش وخاركوف ويعرب عن الاهتمام.
25 مايو
استعدادا للمعركة القادمة المخططين الاستراتيجيين البحريين اليابانيين يرسلون قوات تحويل إلى اليوتيانز.
26 مايو
المعاهدة الأنجلو-سوفيتية: يوافق وزير خارجيتها على أنه لن يتم التوقيع على السلام من قبل أحد دون موافقة الآخر. (معاهدة هامة هملر وآخرون سيحاولون فصل الدولتين في نهاية الحرب).
رومل يبدأ هجوم الربيع على خط غزالة (غرب طبرق). ويتقدم رومل تحت ضوء القمر وهي حركة درامتيكية أدت إلى الاتفاف حول مواقع المجموعة الأولى من اللواء الفرنسي الحر في بير حكيم على الجهة اليسارية من القوات البريطانية من الصحراء وذلك خلال ليلة 26/27 مايو. في عملية رومل تمت هزيمة اللواء الهندي الثالث وحوالي ستمائة منهم تم سجنهم ثم أطلق سراحه في الصحراء والذين سوف يصلون في طريقهم إلى بير حكيم. الهجوم يستمر حتى يونيو وينتهي مع انتصار كامل لرومل.
27 مايو
راينهارد هيدريش رئيس أمن الرايخ أصيب بأذى في براغ أثناء عملية قام بها جنود تشيكوسلوفاكيين وقيل انه سوف يموت في 4 يونيو من جروحه.
استخدام البريطانيين دبابات شيرمان الأمريكية في محاولة لوقف هجمات رومل على خط غزالة.
حاملة الطائرات الأمريكية يو اس اس يوركتون التي تضررت في معركة بحر المرجان تصل إلى بيرل هاربر وتصدر الأوامر بإصلاحها لتكون جاهزة في أسرع وقت ممكن للمعركة وشيكة.
في بلجيكا المحتلة أصبح ارتداء «شارة صفراء» لليهود أمرًا إلزاميا.
29 مايو
يؤمر اليهود في فرنسا بارتداء نجمة داود الصفراء.
تحقق القوات اليابانية نجاحات كبيرة في جنوب شانغهاى.
رومل يحول قواته إلى بئر هاشيم على الحافة الجنوبية لخط غزالة بمجرد أن يسيطر عليه حتى يتمكن من أن يتحرك شمالا ويدمير مواقع الحلفاء على الخط.
30 مايو
غارة على كولونيا تكشف عن تقنيات قنابل جديدة.
يو اس اس يوركتاون تترك بيرل هاربر بعد إصلاحات سريعة وتتحركا للانضمام إلى يو اس اس انتر برايز للمعركة المتوقعة القادمة.
31 مايو
نجاحات ألمانية ضخمة حول خاركوف، مع تراجعات لقوات الجيش الأحمر.
الغواصات اليابانية الصغيرة تدخل ميناء سيدني وتغرق سفينة دعم واحدة. وسط مخاوف متزايدة من الغزو.
استخدام طائرات سبيتفيرالتي تم تسليمها إلى مالطا في عملية بويري في وقت سابق من الشهر تثبت فعاليتها في المعركة على الرغم من أن سلاح الجو الألمانى كيسلرينغ لديها فقط ثمان وثمانين طائرة صالحة للخدمة بدلا من أكثر من أربعمائة في وقت الذروة للقوات الألمانية في فصل الربيع.
توقف هجوم رومل على طبرق بسبب مقاومة الفرقة المدرعة الأولى البريطانية والقسم المدرع السابع المجهزة جزئيا بدبابات شيرمان الأمريكية الجديدة. كما يواجه خط إمداد طويل، يجب أن يصل إلى مكانه ويتعرض لخطر مستمر من موقع اللواء الفرنسي الأول في بير حكيم. ويمر بطريقان يقطعان حقول الألغام البريطانية التي تنطلق من غزالة إلى بير حكيم، على جانبي المواقع المحصنة التي يسيطر عليها اللواء 150 التابع لفرقة المشاة البريطانية الخمسين. ثم يجمع الجزء الأكبر من قواته بالقرب من منافذ هاتين الممرات، ويكملان العملية في الحادي والثلاثين. وتخدم هذه التكتيكات الغرض الثلاثي المتمثل في تقصير خط الإمداد وتطويق اللواء 150 والسماح له باستخدام حقول الألغام البريطانية كجزء من دفاعاته. وستكون منطقة التركيز التي يطلق عليها اسم «المرجل» من قبل القيادة البريطانية محور المعركة خلال الايام القليلة القادمة.

## يونيو عام 1942م
1 يونيو
تقارير أولية في الغرب أن الغاز يستخدم لقتل اليهود المرسلين إلى «الشرق».
لمواصلة تأمين خطوط الإمداد التابعة له شن رومل هجوما على اللواء 150 التابع لفرقة المشاة البريطانية الخمسين التي تحيط بمواقعه. وبما أنه يهاجم من الشرق ضد موقع مصمم للدفاع ضد الهجمات من الغرب وبما أن هناك أمل ضئيل في للإغاثة ولكن قوات اللواء 150 تمكنت من صد الهجوم وسرعان ما طغت.
2 يونيو
مزيد من القصف العنيف للمواقع الصناعية في ألمانيا والتي تركزت أساسا على إيسن.
3 يونيو
تأميم صناعة الفحم البريطانية.
اليابان تطلق غارات جوية ضد ألاسكا في معركة ميناء هولندية، بداية حملة جزر اليوتيان.
معركة ميدواي تبدأ مع هجمات غير فعالة من قبل القاذفاتB-17 الأمريكية على الأسطول الياباني. ولا يستطيع الأدميرال ناغومو المسؤول عن قوة الحاملة اليابانية (هيريو وسوريو وأكاجي وكاغا) العثور على أي حاملات طائرات أمريكية ويقرر مهاجمة الدفاعات الجوية البرية في ميدواي أول شيء في صباح اليوم التالي واحدة من مهامه المخطط لها.
4 يونيو
في معركة ميدواي، يفتح اليوم مع هجوم الأدميرال ناغومو على الدفاعات الجوية للجزيرة. هناك قدر كبير من الأضرار التي لحقت به والعديد من الطائرات دمرت على كلا الجانبين، ولكن في النهاية قاعدة الجزيرة الجوية لا تزال تعمل. ويخطط ناغومو لهجوم ثان على الجزيرة ويبدأ بتزود بالوقود وإعادة تسليح طائراته.
يموت راينهارد هايدريش في براغ من المضاعفات الطبية التي نشأت عن الإصابات التي لحقت بمحاولة اغتيال من قبل الوطنيين التشيكوسلوفاكي قبل أسبوع.
5 يونيو
في الغزالة شنت القوات البريطانية التابعة للجيش الثامن بقيادة الجنرال ريتشي هجوما مضادا كبيرا على قوات روميل في المرجل. وفشلت عملية الهجوم ويرجع ذلك جزئيا إلى أن روميل قد استعاد بالفعل وضعه اللوجستي الحرج وأقام موقعا دفاعيا ممتازا ولكن أيضا إلى حد كبير بسبب التكتيكات الألمانية المضادة للدبابات اللواء 32 المدرع على سبيل المثال يفقد من 50 إلى 70 دبابة. وبحلول وقت مبكر من بعد ظهر اليوم، تسيطر رومل بشكل واضح على الوضع وتهاجم الموقع البريطاني المعروف باسم «نايتسبريدج» مع فرقتي أريت و 21 بانزر. وهناك العديد من مواقع المقار التكتيكية البريطانية قد تجاوزت وأصبحت قيادة القوات البريطانية ومراقبتها أصبحت مشكلة في حد ذاتها. ونتيجة لذلك تقطعت السبل بعدة كتائب في المرجل عندما يبدأ الانسحاب البريطاني. وبالإضافة إلى ذلك فإن البريطانيين يعانون المزيد من خسائر الدبابات الثقيلة.
الولايات المتحدة تعلن الحرب على بلغاريا وهنغاريا ورومانيا.
7 يونيو
القوات اليابانية تغزو أتو وكيسكا ويعتبر هذا هو أول غزو للأراضى الأمريكية من 128عاما.و يبدأ الاحتلال الياباني لأتو وكيسكا.
معركة ميدواي توشك على الانتهاءوغرق حلملة الطائرات الأمريكية يو اس اس يوركتون مقابل غرق أربع حاملات يابانية وطراد واحد وينظر إلى المعركة على أنها نقطة تحول في حرب المحيط الهادئ.
جيش التحرير الشعبي اليوناني يعلن عن ظهوره الأول في دومنيستا، حيث يعلن أريس فيلوشيوتيس بدء المقاومة المسلحة ضد دول المحور.
8 يونيو
مالطا تتلقى سرب جديد من طائرات سبيتفير.
تطلق غواصة يابانية عدة قذائف على منطقة سكنية في سيدني ولكن دون تأثير يذكر.
9 يونيو
نازيون يحرقون قرية ليديس التشيكية انتقاما لقتل راينهارد هايدريش. وتقتل جميع البالغين من الذكور والأطفال ويتم نقل جميع الإناث إلى معسكرات الاعتقال.
في بئر حكيم يجدد رومل هجماته على "اللواء الفرنسي الحر" الأول. وعلى الرغم من أن الفرنسيين ما زالوا يسيطرون فإن محيطهم وليس الأكبر يتقلص بشكل خطير من حيث الحجم ويصبح موقفهم أمرا لا يمكن الدفاع عنه. الجنرال ريتشي يأمر اللواء الفرنسي الأول للانسحاب في اليوم التالي.
10 يونيو
رومل يطرد القوات الفرنسية الحرة من بير حكيم إلى حصن جنوب غرب طبرق. وعلى الرغم من أن اللواء الفرنسي الأول محاصر بشكل كبير فإن قائده الجنرال كوينيغ قادر على العثور على طريقه للهجوم من خلال ثغرات في قوات رومل المنتشرة على نطاق واسع.
11 يونيو
بدء عملية هاربون والقافلتان اللتان تم تحديدهما لمالطا أحدهما تبحر من جبل طارق (الرمز المسمى «هاربون») والثانية من الإسكندرية (رمز يدعى «قوي») مع إمدادات ماسة من الغذاء والوقود والذخائر. والأمل هو أن قوات المحور سوف تركز هجماتها على أي قافلة يجدونها أولا والسماح للأخرى بالوصول.
12 يونيو
قتال عنيف في سيفاستوبول مع خسائر فادحة في الأرواح على كلا الجانبين.
وفي الغزالة ة يضطر البريطانيون إلى الخروج من موقعهم الدفاعى المعروف باسم «نايتسبريدج» الذي يقع على بعد 15 ميلا تقريبا من محيط طبرق (بعض المصادر تعطي تاريخ 13 حزيران / يونيه لهذا وقد يكون الانسحاب قيد التشغيل في كل من أيام التقويم).
13 يونيو
الولايات المتحدة تفتح مكتب المعلومات الحربية مركز لإنتاج الدعاية.
«السبت الأسود» للجيش الثامن في معركة الغزالة وخلال اليوم لا يتلقى رومل ضرر كبير من الدروع البريطانية. وفي نهاية اليوم ليس فقط كميات كبيرة من المدرعات البريطانية دمرت، ولكن كل من الفرقة 50 والقرقة الأولى الجنوب أفريقية الذين احتفظوا إلى حد كبير بمواقعهم الأمامية على طول خط غزالة مهددة بالتدمير. وموقع الفرقة الخمسين في خطير بشكل خاص من الدبابات الألمانية وأصبح رومل الآن يتحرك بحرية بينها وهو في مأمن.
14 يونيو
في خط غزالة أصبح الموقف البريطاني غير قابل للتحمل وأذن الجنرال أوشينليك الجنرال ريتشي بالانسحاب المنسق من المواقف الأمامية على طول الخط.
تتمكن الفرقة الجنوب أفريقية الأولى من الانسحاب على طول الطريق الساحلي ولكن الطريق لا يمكن أن يتستوعب جميع القوات في وقت واحد وهذا الطريق هو في أي حال تحت التهديد بقطعه من قبل قوات روميل. لذلك يجب على القوات بما في ذلك الفرقة 50 أن تحمى أولا جهة الجنوب الغربي من خلال المنطقة التي يحتلها الفيلق X الإيطالي ثم تتحول شرقا للانضمام إلى الجيش الثامن. وفي هذه العملية الجريئة إلى حد ما قد انتهت بنجاح. والقوات القوات المسلحة الرواندية المتاحة وإن كانت تفوق، تبذل جهدا باسل لتغطية التراجع. وتشرشل يرسل لأوشينليك برقية تبدأ «إلى أي موقف يريد ريتشي سحب قوات غزالة لا يمكن في أي حال التخلي عن طبرق».
القافلة «فيجوروس» في طريقها إلى مالطا ومشاهدة قوات من البحرية الإيطالية تتوجه نحوه. و«هاربون» تتعرض للهجوم للمرة الأولى. «فيجيروس» كانت تحت الهجوم الجوي تقريبا منذ مغادرة الميناء.
15 يونيو
الجنرال أوشينليك يرسل لتشرشل ردا على برقيته الأخير من ال 14 قائلا في جزء منه: «... ليس لدي أي نية مهما حدث التنازل عن طبرق».
16 يونيو
القافلة التي تتحرك نحو مالطا تعاني من خسائر فادحة. وتواصل القوات الجوية الألمانية قصف الجزيرة نفسها. والقافلة هاربون تصل في مالطا ولكن اثنين فقط من سفن الإمداد الستة تتمكن من النجاة. واحدة منهم فقدت جزء من حمولتها بسبب أضرار الألغام. وغرق الناقلة كنتاكي يعني أنه سيكون هناك القليل من وقود الطيران الثمين بالإضافة إلى تضاؤل مخزونات سلاح الجو الملكي البريطاني على مالطا. في وقت متأخر من اليوم يتم إلغاء عملية «فيجيروس». وتحول القافلة إلى الإسكندرية.
تشرشل على وشك الرحيل إلى أمريكا ويأخذ خطوة غير عادية لإرسال رسالة إلى الملك جورج السادس وتقديم المشورة له لجعل أنطوني ايدن رئيس الوزراء حيث كان ينبغي لتشرشل أن يبقى على قيد الحياة في هذه الرحلة بسبب أزمته القلبية.
17 يونيو
طبرق أصبحت تحت الحصار الآن.
18 يونيو
بدء مشروع مانهاتن وهو بداية بحث علمي لانتاج الأسلحة النووية.
وينستون تشرشل يصل إلى واشنطن لعقد اجتماعات مع روزفلت.
حصار طبرق يشتد ويتم سحب بعض قوات الدفاع إلى مصر.
21 يونيو
فيلق أفريكا كور يستعيد طبرق مع القبض على 35,000 رجلو الطريق إلى مصر مفتوح الآن مع تراجع البريطاني إلى عمق مصر. وخسارة طبرق هي ضربة قاسية للروح المعنوية البريطانية. وقد ساعدت القوات البرية الألمانية هجمات سلاح الجو الألمانى (لوفتوافا).
25 يونيو
الجنرال دوايت د. ايزنهاور يصل إلى لندن استعدادًا لتولي منصب قائد القوات الأمريكية في أوروبا.
غارة أخرى على أمانيا وهذه المرة على بريمن والمهاجمين يعانون من خسائر فادحة.
26 يونيو
الألمان يتقدمون نحو روستوف على نهر الدون.
27 يونيو
القافلة PQ17 تصل أيسلندا.ويصل 11 سفينة من أصل 37 سفينة قد نجت.
28 يونيو
العملية الزرقاء والخطة الألمانية للسيطرة على ستالينغراد وحقول النفط للاتحاد السوفياتي في القوقاز تبدأ. وعموما تتحول القوات إلى الجنوب.
يصل رومل إلى مرسى مطروح مصر وهي على بعد 140 ميل من الإسكندرية.
30 يونيو
الولايات المتحدة تنشر الفيلق الثاني في المسرح الأوروبي.

## يوليو عام 1942م
1 يوليو
معركة العلمين تبدأ ورومل يبدأ الهجوم الأول على الدفاعات البريطانية.
سيفاستوبول تقع في يد الألمان. ونهاية مقاومة الجيش الأحمر في شبه جزيرة القرم.
2 يوليو
تشرشل ينجو من جلسة اللوم في مجلس العموم.
3 يوليو
غوادالكانال الآن أصبحت في أيدي القوات اليابانية.
4 يوليو
البعثات الجوية الأولى من قبل القوات الجوية للجيش الأمريكي تصل أوروبا.
11 يوليو
قوات روميل أصبحت الآن في مأزق قبل العلمين ويرجع ذلك إلى حد كبير إلى عدم وجود الذخائر.
12 يوليو
أصبح من الواضح الآن أن ستالينغراد هو أكبر تحد للغزاة الألمان.
بالون متفجر يدمر محطة طاقة في ليبزج.
15 يوليو
مناوشات خفيفة حول العلمين.
16 يوليو
جولة فيل دي هيف بناء على طلب من حكومة فيشي الفرنسية برئاسة بيار لافال اعتقلت الشرطة الفرنسية 13,152 يهودا واحتجزتهم في فيلودروم حتى الشتاء قبل الترحيل إلى أوشفيتز.
18 يوليو
اختبار الألمان للنموذج الأول من الطائرة ميسرسشميت لي 262 V3 الثالثة باستخدام فقط محركاتها النفاثة لأول مرة.
19 يوليو
معركة المحيط الأطلسي: يأمر الأدميرال الكبير الألماني كارل دونيتز آخر الغواصات الألمانية بلانسحاب من مواقعهم في ساحل المحيط الأطلسي في الولايات المتحدة ردا على نظام أمريكي لاصطياد الغواصات متزايد الفعالية.
20 يوليو
بعد الهبوط في منطقة بونا - غونا، انتقل اليابانيون في غينيا الجديدة عبر سلسلة جبال أوين ستانلي التي تستهدف ميناء مورسبي في الجزء الجنوبي الشرقي من الجزيرة بالقرب من أستراليا؛ قوة أسترالية صغيرة تبدأ العمل ريارجوارد على كوكودا المسار.
22 يوليو
الترحيل المنهجي لليهود من غيتسو وارسو يبدأ.
: تريبلينكا إي نموذج معسكر إبادة يتم فتحه في بولندا.
24 يوليو
الألمان يسيطرون على روستوف على نهر الدون. الجيش الأحمر يترجعون قليلا عن نهر الدون.
26 يوليو
هجوم ثان من قبل البريطانيين تحت قيادة أوشينليك وفشل ضد رومل. وقد يقال إن معركة العلمين الأولى قد انتهت.
27 يوليو
هجوم حربي لسلاح الجو الملكي البريطاني على هامبورغ.
29 يوليو
يسيطر اليابانيون على كوكودا في منتصف الطريق على طول ممر أوين ستانلي إلى ميناء مورسبي.
30 يوليو
استمرار الجمود في العلمين بين رومل وأوشينليك.

## أغسطس عام 1942م
1 أغسطس
يواصل الألمان تقدمهم الناجح نحو ستالينغراد.
3 أغسطس
قافلة إلى مالطا تدمرها طائرات اللوفتوافا والغواصات الألمانية.
5 أغسطس
فريق التخطيط الأمريكي لعملية الشعلة والذي يضم جورج س. باتون وجيمي دوليتل وكينت لامبرت وهويت S وفاندنبرغ يلتقي في واشنطن العاصمة للانضمام إلى فريق التخطيط المشترك من لندن في إنجلترا.
: هنريك هيرش غولدشميدت ويعرف أيضا باسم يانوش كوركزاك وما يقرب من 200 طفل من دار الأيتام يقادون إلى معسكر تريبلينكا الثاني للقتل وقتلوا هناك في ذلك اليوم، ربما مع الغاز.
7 أغسطس
تبدأ حملة غوادالكانال بينما تغزو القوات الأمريكية غافوتو وغوادالكانال وتولاجي وتانامبوجو في جزر سليمان.
8 أغسطس
ستة من المخربين الألمان الثمانية المشاركين في عملية باستوريوس أعدموا في واشنطن العاصمة.
معركة بحرية من جزيرة سافو بالقرب من غوادالكانال والأمريكيون يفقدون ثلاث طرادات والأستراليين واحد.
9 أغسطس
أعمال شغب عديدة لصالح الاستقلال في الهند وتم القبض على المهاتما غاندي.
10 أغسطس
رومل يبدأ هجوم حول العلمين ولكن بحلول سبتمبر عاد إلى خطوطه الأصلية.
11 أغسطس
الناقلة اتش ام اس إيغل تقود قافلة إلى مالطا يتم تدميرها وتغرق مع خسائر فادحة في الأرواح.
12 أغسطس
في مؤتمر في موسكو أبلغ تشرشل ستالين أنه لن تكون هناك «جبهة ثانية» في عام 1942.
تنشئ القوات الأمريكية قواعد في جزر هبريدس الجديدة.
القتال يزداد مع اقتراب الألمان ستالينغراد.
13 أغسطس
تعيين الجنرال برنار مونتغمري قائد الجيش الثامن البريطاني في شمال أفريقيا. تشرشل حريص على رؤية المزيد من العمل العدواني من جانب البريطانيين.
نهاية كارثية لقافلة مالطا ولكن ناقلة واحدة وأربع سفن تجارية تتمكن من الوصول خلال.
15 أغسطس
يتم دعم مالطا عبر عملية الركيزة.
17 أغسطس
أول غارة جوية للقوات الجوية الأمريكية من طراز B-17 في أوروبا واستهدفت ساحات سكة حديد سوتيفيل في روين بفرنسا.
18 أغسطس
اليابان تعزز قواتها في غينيا الجديدة والقوات الأسترالية البرية في بورت مورسبي. وفي الوقت نفسه، دمرت الطائرات الأمريكية القوة الجوية اليابانية في ويواك غينيا الجديدة.
19 أغسطس
عملية اليوبيل، غارة من القوات البريطانية والكندية على دييب فرنسا، تنتهي في كارثة؛ فإنهم يتعرضون لإطلاق نار كثيف، وفي نهاية المطاف يقتل معظمهم أو يسيطر عليهم المدافعون الألمان.
20 أغسطس
مطار هندرسون على غوادالكانال يتلقى أول طائرة مقاتلة أمريكية.
21 أغسطس
هجوم مضاد ياباني على مطار هندرسون. في غزوة أخرى في نهر تينارو (أو ايلو) ويقتل العديد من اليابانيين.
22 أغسطس
تعلن البرازيل الحرب على بلدان المحور وذلك جزئيا ردا على العديد من أعمال الشغب التي قام بها الشعب الغاضب من غرق السفن البرازيلية.
23 أغسطس
غارة جوية هائلة على ستالينغراد.
24 أغسطس
المعركة البحرية من سولومون الشرقية وحاملة الطائرات الأإمريكية يو أي أي انتر برايز تضررت بشدة والقوات اليابانية تفقد حاملة واحدة خفيفة هي وريوجو.
26 أغسطس
معركة خليج ميلن تبدأ وتغزو القوات اليابانية الأراضي وإطلاق هجوم واسع النطاق على قاعدة الأسترالية بالقرب من الطرف الشرقي من غينيا الجديدة.
27 أغسطس
يتم تعيين المارشال جورجي جوكوف في قيادة الدفاع عن ستالينغراد. وسلا الجو الألمانى (اللوفتافا) يلقي الآن ضربات ثقيلة على المدينة.
28 أغسطس
القنابل الحارقة التي أسقطتها طائرة مائية يابانية تسبب حريق الغابات في ولاية أوريغون.
30 أغسطس
بدء معركة علم حلفا في مصر على بعد أميال قليلة جنوب العلمين. وستكون هذه محاولة رومل الأخيرة لكسر الخطوط البريطانية والتفوق الجوي لسلاح الجو الملكى يلعب دورا كبيرا.
تم ضم لوكسمبورغ رسميا إلى الرايخ الألماني.
31 أغسطس
بدء الإضراب العام في لوكسمبورغ عام 1942م ضد التجنيد الإجباري.

## سبتمبر عام 1942م
1 سبتمبر
بدأ وصول كتيبة بناء القوات البحرية الأمريكية (سيبيس) إلى غوادالكانال.
3 سبتمبر
معركة ستالينغراد يمكن أن يقال أنها بدأت في هذا التاريخ مع وصول القوات الألمانية إلى الضواحي. حتى أنه تم تجنيد الرجال المدنيين والفتيان من قبل الجيش الأحمر للمساعدة في الدفاع.
4 سبتمبر
أعمال شغب للجيش الجمهوري الايرلندي تحدث في بلفاست خلال الليل.
تم إنشاء منطقة مانهاتن الهندسية رسميا وبدأ إنتاج كامل الجهد من القنبلة الذرية.
رئيس دولة فيشي فرنسا فيليب بيتين ورئيس الوزراء بيير لافال يقرون قانون ما سيصبح الخدمة العسكرية الإجباري (ستو).
5 سبتمبر
القوات الأسترالية والأمريكية تهزم القوات اليابانية في خليج ميلن في بابوا وتعتبر أول هزيمة صريحة للقوات البرية اليابانية في حرب المحيط الهادئ. ومع إجلائهم وإخفاقهم في إنشاء قاعدة جوية يخفف من الخطر الذي يهدد أستراليا.
6 سبتمبر
ميناء نوفوروسيسك في البحر الأسود تفقده القوات الألمانية.
9 سبتمبر
طائرة يابانية تسقط المزيد من المتسللين في ولاية أوريغون، ولكن دون تأثير يذكر.
10 سبتمبر
انفجارات في دوسلدورف مع قنبلة حارقة كبير بسبب غرة لسلاح الجو الملكي البريطاني.
12 سبتمبر
الناقلة البحرية لاكونيا تحمل المدنيين وجنود الحلفاء وأسرى الحرب الإيطاليين تدمر قبالة ساحل غرب أفريقيا وتغرق.
: قائد قوات اس اس براندت يأمربترحيل حوالى 3,000-4,000 اليهود من ستانيسلا وترحيلهم إلى معسكر الموت بلزيك في يوم روش هشانا عطلة رأس السنة اليهودية وقتلوا هناك في ذلك اليوم.
12-14 سبتمبر
القوات الأمريكية تجعل اليابانيين يتراجعوا في معركة إدسون ريدج.
13 سبتمبر
معركة ستالينغراد تستمر. والمدينة الآن محاطة تماما من قبل الألمان. وعلى الجانب السوفييتي الجنرال فاسيلي تشيكوف هو المسؤول عن الدفاع.
14 سبتمبر
تراجع اليابان مرة أخرى عن مطار هندرسون في جزيرة غوادالكانال.
اليابانيين الآن على بعد 30 ميلا من بورت مورسبي في غينيا الجديدة على طريق كوكودا.
استمرار خسائر القوافل في المحيط الأطلسي.
15 سبتمبر
الأميركيون يرسلون قوات إلى بورت مورسبي كتعزيز للمدافعين الأستراليين.
حاملة الطائرات الخفيفة يو اس اس وساب تغرق من قبل غواصة يابانية قبالة غوادالكانال.
18 سبتمبر
معركة «صومعة الحبوب» في ستالينغراد يتم ضرب الألمان مرة أخرى. والجيش الأحمر يبدأ في نقل القوات عبر الفولغا في الليل.
19 سبتمبر
هجوم الحلفاء على جالو في ليبيا ويصده الألمان.
20 سبتمبر
اسقاط قنابل لسلاح الجو الملكي البريطاني في ميونيخ وساربروكن.
الاتحاد اليوناني للقتال الشبابي يفجر مكاتب المنظمة الوطنية القومية الاشتراكية الموالية للنازية في وسط أثينا محبطا محاولات لاقامة فصيل متطوعي يوناني للجبهة الشرقية.
23 سبتمبر
الجنرال رومل يغادر شمال أفريقيا لتلقي العلاج الطبي في ألمانيا.
27-23 سبتمبر
في المعركة الثالثة لنهر ماتانيكاو في غوادالكانال تقصف البحرية اليابانية وقوات الانزال ويتم تدمير تقريبا مطارهندرسون في محاولة لأخذه، ولكن القوات البرية سرعان ما تعود مرة أخرى.
24 سبتمبر
الولايات المتحدة الأمريكية تنشر الفيلق الأول في مسرح المحيط الهادئ.
28 سبتمبر
يواصل اليابانيون تراجعهم عن طريق كوكودا في غينيا الجديدة.
30 سبتمبر
يتم نقل سرب النسر (المتطوعين الأمريكيين في سلاح الجو الملكي البريطاني) رسميا إلى القوات الجوية للجيش الأمريكي.
هتلر يتحدث إلى الأمة ويفتخر أن ستالينغراد سيتم السيطرة عليها.

## أكتوبر عام1942م
3 أكتوبر

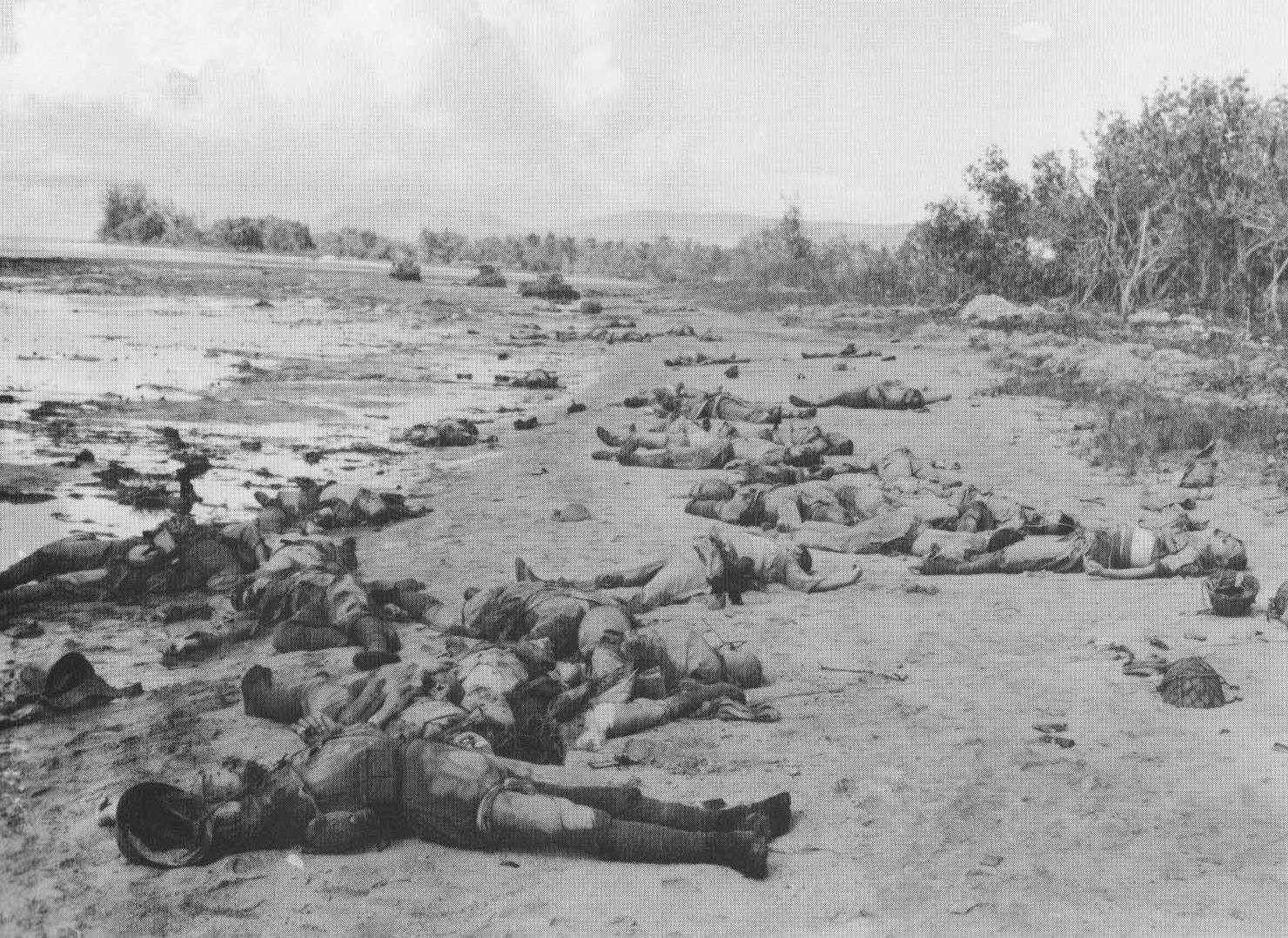
جنود يابانيون على ضفة نهر ماتانيكاو في غوادالكانال

أول إطلاق ناجح لصاروخ A4 في بينيموند بألمانيا. ويصل مدى الصاروخ 147 كيلومترا ويصل ارتفاعه إلى 84.5 كيلومترا ولذلك فهو أول جسم من صنع الإنسان يصل إلى الفضاء.
4 أكتوبر
غارة للكوماندوس البريطاني في جزيرة سارك أحد جزر القنال الانجليزى وتأسر جندي ألماني واحد.
6 أكتوبر
من خلال الترتيب المتبادل يتفق الحلفاء على إستراتيجية حيث يقوم الأميركيين بالقصف في النهار وسلاح الجو الملكى في الليل.
7 أكتوبر
المعركة الثالثة في ماتانيكاو.
11 أكتوبر
معركة كيب الترجى.
على الساحل الشمالي الغربي من غوادالكانال، سفن البحرية الولايات المتحدة تعترض وتهزم الأسطول الياباني وهي في طريقها لتعزيز القوات في الجزيرة. مع مساعدة من الرادار قامت باغراق طراد واحد والعديد من المدمرات اليابانية.
12 أكتوبر
أساليب جديدة للجيش الأحمر لنقل القوات عبر الفولغا وإلى ستالينغراد وفي بداية الأمر تبدو ناجحة كما أن التقدم الألماني يتوقف.
أصبحت كتيبة المشاة 100 الأمريكية مع قوة أكثر من 1400 جندى تنزل في نيسي.
13 أكتوبر
قصف عنيف على حقل هندرسون في غوادالكانال من قبل البحرية اليابانية.
14 أكتوبر
غواصة ألمانية تغرق العبارة اس اس كاريبو، مما أسفر عن مقتل 137.
18 أكتوبر
هتلر يصدر أمر الكوماندوز الذي ينص على اعدام جميع الكوماندوز الذين تم القبض عليهم.
أعطي الأميرال ويليام «بول» هالسي قيادة القوات البحرية في جنوب المحيط الهادئ.
21 أكتوبر
نشاط مكثف للقوات الجوية الملكية الثقيلة على العلمين.
22 أكتوبر
انخفض سن التجنيد في بريطانيا إلى 18 عاما.
يسافر الجنرال الأمريكي مارك كلارك سرا في الجزائر للتشاور مع المسؤولين في فيشي وجماعات المقاومة استعدادا لغزو الحلفاء الوشيك.
23 أكتوبر
معركة العلمين الثانية تبدأ بقصف ضخم للحلفاء للمواقع الألمانية. ثم تبدأ القوات الأسترالية في المقام الأول التقدم لتدعم القوات البحرية البريطانية البحرية على الجناح الأيمن مع انتصارات متزامنة الجارية التي يجري إعدادها في غوادالكانال وستالينغراد.
23 أكتوبر
معركة من أجل السيطرة على حقل هندرسون الميداني.
24 أكتوبر
فرقة العمل البحرية الأمريكية ال 34 التي تتألف من حاملات الطائرات ومجموعة متنوعة من سفن الدعم بما في ذلك سفن القوات وسفن أخرى أبحرت من هامبتون في فرجينيا مع قوات باتون لعملية الشعلة وهبوط في شمال أفريقيا. وقد غادرت فرقتا العمل الاخرتان التابعتان لعملية «الشعلة»، وهي أول قوة تقودها الولايات المتحدة للقتال في مسارح الحرب الأوروبية والأفريقية، من بريطانيا إلى المغرب.
أزمة في العلمين: بسبب خسائر الدبابات البريطانية بسبب المدافع الألمانية 88MM المضادة للدبابات. وأصدر مونتغمري أوامره بالاستمرار على الرغم من الخسائر.
25 أكتوبر
عاد رومل بسرعة من أجازته المرضية في ألمانيا ليتولى مسؤولية المعركة الأفريقية. (وقد حل محله الجنرال ستوم إلى مات نتيجة لنوبة قلبية).
ويواصل اليابانيون هجماتهم على مشاة البحرية غرب حقل هندرسون.
26 أكتوبر
معركة جزر سانتا كروزالبحرية تفقد اليابانيين العديد من الطائرات وتضررت حاملة طائرات اثنين بشدة يو أس اس هورنيت غرقت ويو اس اس إنتيربريس تضررت بشكل كبير.
29 أكتوبر
يواصل اليابانيون إرسال قوات كتعزيزات إلى غوادالكانال.
في المملكة المتحدة يقود رجال الدين والشخصيات السياسية الرائدة اجتماعا عاما لتسجيل الغضب على اضطهاد ألمانيا النازية لليهود.
الفرقة الأولى المدرعة الأمريكية تتحرك من أيرلندا الشمالية إلى إنجلترا.
31 أكتوبر
البريطانيون يحققون اختراقا حاسما بالدبابات غرب العلمين. وفشل حقول ألغام رومل لوقف تقدم قوات دروع الحلفاء

## نوفمبر عام 1942م
1 نوفمبر
بدء معركة العلمين الثانية.

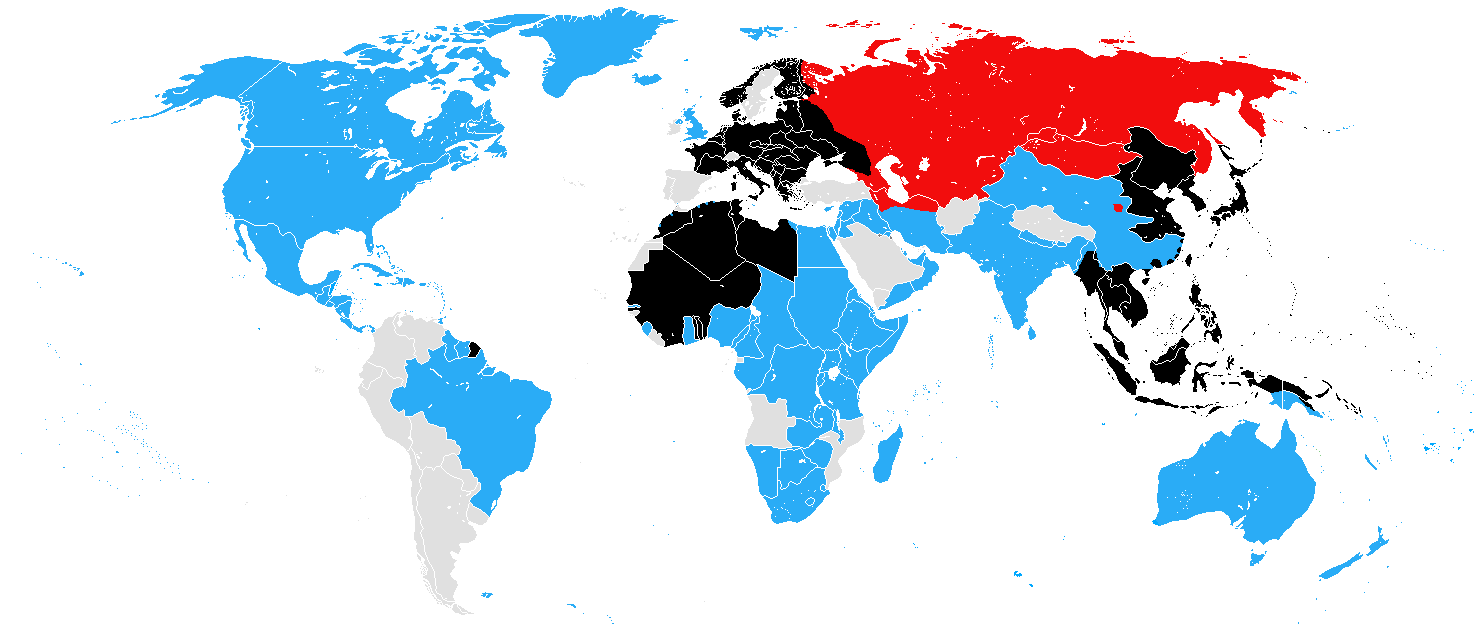
الوضع في شهر نوفمبر في عام 1942م بين قوات الحلفاء والمحور.

الأميركيون يبدأون هجوم ماتانيكاو ضد اليابانيين
3 نوفمبر
نهاية معركة العلمين الثانية والقوات الألمانية تحت قيادة إروين رومل يضطرون إلى التراجع خلال الليل.
انتصار أمريكي على اليابانيين في نقطة كولي.
6 نوفمبر
بدء معركة كارلسون باترول ضد اليابانيين.
8 نوفمبر
بدء عملية الشعلة وغزو الحلفاء للمغرب والجزائر التي تسيطر عليها حكومة فيشي.
انقلاب للمقاومة الفرنسية في الجزائر ويتألف من حوالي 400 مقاتل ويتم تحييد فيلق الجيش التاسع عشر الفيشيست وجنرالات حكومة فيشي (جوين ودارلان، وما إلى ذلك) والمساهمة بشكل كبير في النجاح الفوري للعملية.
قيادة الولايات المتحدة القتالية «ب» من الفرقة الأولى المدرعة تسيطر على أراضي شرق وغرب وهران كجزء من عملية الشعلة.
10 نوفمبر
في انتهاك لهدنة 1940 تغزو ألمانيا أراضى حكومة فيشي الفرنسية بعد معرفتها لحقيقة أن الأدميرال الفرنسي فرانسوا دارلان وقع هدنة مع الحلفاء في شمال أفريقيا.
القوات الأمريكية تغرق 17 سفينة تابعة لحكومة فيشى الفرنسية في وهران بالجزائر مما تسبب في حدوث خلاف بين الفرنسيين والحلفاء. وهناك المزيد من الهبوط لقوات الحلفاء بالقرب من الحدود التونسية.
الجنرال برنارد مونتجومري يبدأ هجوم بريطاني كبير بدءا من السلوم على الحدود بين ليبيا ومصر. ووصول القوات البريطانية إلى البارديا في يوم 11 وطبرق في يوم 12وبنغازي في يوم 18.
الفريق مونتغمري يصبح فارس ويشغل منصب جنرال كامل.
يقول تشرشل: «هذه ليست النهاية، بل هي بداية النهاية، لكن ربما نهاية النهاية».
11 نوفمبر
وصول القوافل إلى مالطا من الإسكندرية. وتم الإعلان الرسمي عن أن الجزيرة تحررت من حصارها.
12 نوفمبر
بدء معركة غوادالكانال البحرية بالقرب من غوادالكانال بين القوات البحرية اليابانية والأمريكية. ومن الجدير بالذكر أن السفينة الحربية يو اس اس جونو قد غرقت مع الكثير من طاقمها بما في ذلك الاخوة سوليفان الخمسة.
الجيش الأحمر يحاول محاولة التخفيف عن حصار ستالينغراد في كوتيلنيكوف.
13 نوفمبر
الجيش البريطاني الثامن يستعيد طبرق.
معركة غوادالكانال: الطيارين من يز اس اس انتر برايز تغرق البارجة الحربية اليابانية هيى.
14 نوفمبر
السفينة البحرية الأمريكية يو اس اس واشنطن تغرق السفينة الحربية اليابانية كيريشيما.
15 نوفمبر
المعركة البحرية من غوادالكانال تنتهي. على الرغم من أن البحرية الأمريكية عانت من خسائر فادحة، فإنها لا تزال تحتفظ بالسيطرة على البحر حول غوادالكانال.
تحرك البريطانيون غربا في تونس.
الجيش البريطاني الثامن يستعيد درنة.
17 نوفمبر
إرسال تعزيزات يابانية إلى غينيا الجديدة تعيق الأمريكيون في بونا.
18 نوفمبر
غارة بريطانية من سلاح الجو الملكي البريطاني على برلين مع خسائر قليلة.
19 نوفمبر
في ستالينغراد قوات الاتحاد السوفييتي تحت قيادة الجنرال جورجي جوكوف تعلن عن إطلاق عملية أورانوس تهدف إلى تطويق الألمان في المدينة، وبالتالي تحول تيار المعركة في صالح الاتحاد السوفييتي.
20 نوفمبر
الحلفاء يسيطرون على بنغازي في ليبيا. ويستمر فيلق أفريكا كور في التراجع غربا.
21 نوفمبر
محاولة الجيش الأحمر في تطويق ستالينغراد تتواصل مع نجاح واضح.
الجيش الأمريكي يتحرك لطرد القوات اليابانية قبالة الطرف الغربي من غوادالكانال.
22 نوفمبر
معركة ستالينغراد: يبدو الموقف للمهاجمين الألمان في ستالينغراد يائس خلال الهجوم المضاد السوفياتي. والجنرال فريدريك باولوس يرسل لأدولف هتلر برقية يقول فيها أن الجيش السادس الألماني تمت محاصرته.
قوات الجيش الأحمر تكمل تطويق الألمان في كالاش غرب ستالينغراد.
23 نوفمبر
هتلر يأمر الجنرال باولوس بعدم التراجع بأي ثمن.
25 نوفمبر
لا يزال محاصرة ستالينغراد مستمر وهتلر يكرر مطالبته باولوس بعدم الاستسلام.
عملية هارلينغ: فريق من عملاء المخابرات البريطانية جنبا إلى جنب مع أكثر من 200 من المقاتلين اليونانيين من كل منكل من جماعة إلس وإديس تفجير جسر السكك الحديدية غورغوبوتاموس في واحدة من أكبر أعمال التخريب الحرب.
26 نوفمبر
اندلاع أعمال قتالية بين الجنود الأمريكيين والأستراليين في بريزبان. والقتال يؤدي إلى وفيات متعددة يطلق عليها اسم معركة بريسبان.
27 نوفمبر
في ميناء تولون البحرية الفرنسية تغرق سفنها (أبرزها دونكيرك وستراسبورغ) والغواصات لعدم وقوعها في أيدي الألمانية. ورفض الفرنسيون خيارا آخر وهو للانضمام إلى أساطيل الحلفاء في مياه شمال أفريقيا.
29 نوفمبر
هجوم الحلفاء في تونس لا يحقق سوى الحد الأدنى من النجاح.
30 نوفمبر
معركة تاسافارونغا البحرية (قبالة غوادالكانال) وأثناء القتال الليلي قامت القوات البحرية اليابانية بغرق طراد أمريكي واحد وتلف ثلاثة آخرين.

## ديسمبر عام 1942م
1 ديسمبر

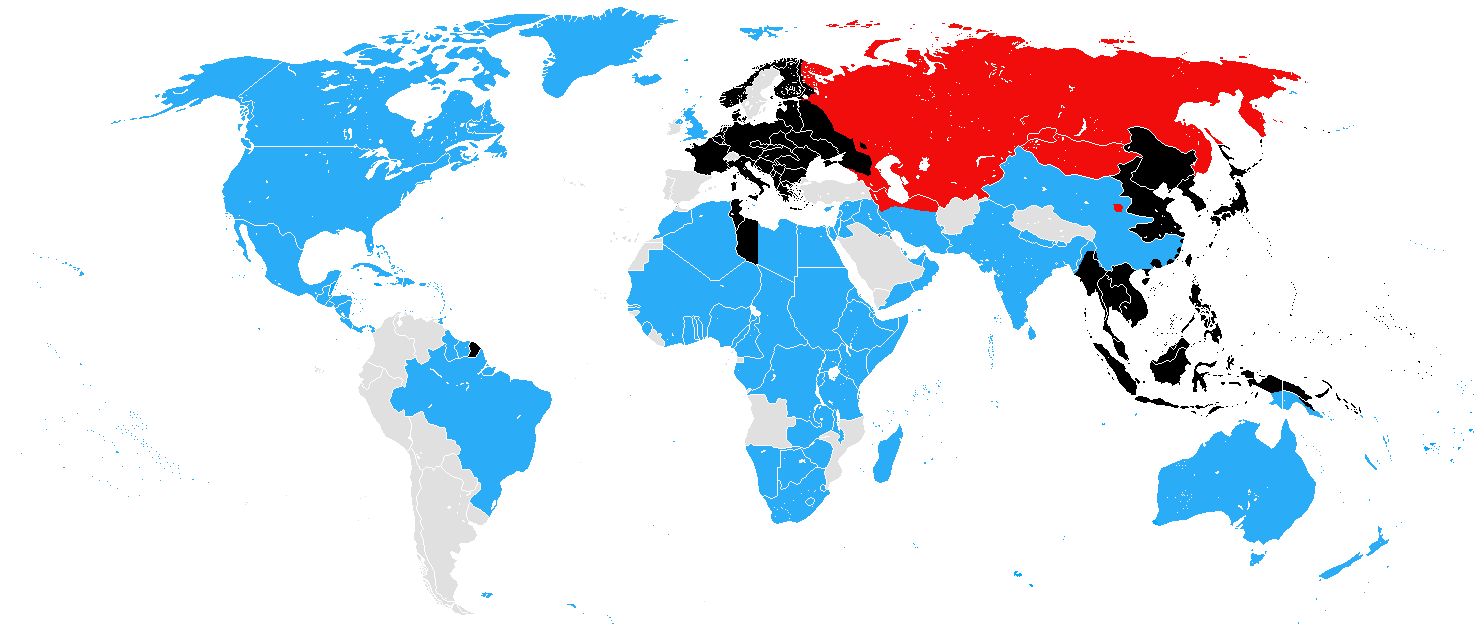
الوضع في شهر ديسمبر عام 1942م بين قوات الحلفاء والمحور والتي تبين تقدم الحلفاء في شمال أفريقيا.

بدء تقنين حصص البنزين في الولايات المتحدة.
غرق الطراد الأميركي نورثامبتون.
2 ديسمبر
قتال عنيف في تونس حيث يتم دفع القوات الألمانية إلى الموقع النهائي لهم في شمال أفريقيا.
4 ديسمبر
القصف الأمريكي الأول على نابلس البر الرئيسى إيطاليا.
تنتهي دورية كارلسون.
6 ديسمبر
قنابل سلاح الجو الملكي البريطاني تسقط على ايندهوفن في هولندا.
7 ديسمبر
في الذكرى السنوية للهجوم بيرل هاربور دخول البارجة يو اس اس نيو جيرسي الخدمة وهي أكبر سفينة حربية في أمريكا (تم انتاجها بتكليف بعد خمسة أشهر).
الكوماندوز البريطاني يجرون عملية فرانكتون في غارة علي ميناء بوردو.
9 ديسمبر
قوات المارينز تسلم غوادالكانال للجيش الأمريكي.
12 ديسمبر
رومل يتخلى عن العجيلة ويعود إلى طرابلس. والموقف النهائي للألمان سيكون على خط ماريث في جنوب تونس.
في عملية كبيرة اسمها «عملية عاصفة الشتاء» الألمان يبدأون محاولة لاختراق القوات المحاصرين في ستالينغراد.
13 ديسمبر
طائرات سلاح الجو الألمانى (اللوفتوافا) تقوم بايصال إمدادات ضئيلة للقوات في ستالينغراد المحاصرة.
15 ديسمبر
القوات الأمريكية والأسترالية تطرد أخيرا القوات اليابانية من بونا في غينيا الجديدة.
الحلفاء يصطدمون مع القوات اليابانية في معركة جيفو.
22 ديسمبر
الألمان يبدأوا التراجع من القوقاز.
بدء معركة «لونج ستوب هيل». وهو موقع رئيسي خارج تونس والألمان يسيطرون في نهاية المطاف ويبقى تحت سيطرتهم حتى شهر أبريل.
وصول بقية قوات الفرقة الأولى المدرعة للولايات المتحدة إلى شمال أفريقيا من أجل عملية غزو صقلية.
24 ديسمبر
اغتيال الفرنسي الاميرال دارلان رئيس حكومة فيشي السابق الذي انتقل إلى جانب قوات الحلفاء بعد وصول قوات عملية الشعلة الي الجزائر العاصمة.
الولايات المتحدة تقوم بإعادة تنظيم أفواجها القتالية للأسلحة مع كتائبها الأصلية في مجموعات وكتائب منفصلة.
25 ديسمبر
قصف أميركي على رابول.
26 ديسمبر
تواصل المعارك العنيفة في غوادالكانال والتي تركز الآن على جبل أوستن في الغرب.
28 ديسمبر
حاكم بلاد الصومال المؤيدة لحكومة فيتشي يستسلم لغزو القوات البريطانية والقوات الفرنسية الحرة.
31 ديسمبر
في معركة بحر بارنتس يحقق البريطانيون انتصارا استراتيجيا مما يدفع هتلر إلى التخلي إلى حد كبير عن استخدام السفن الحربية الكبيرة لصالح غواصات u.
مع اقتراب السنة من نهايتها يبدو الأمور أكثر إشراقا بالنسبة للحلفاء عما كانت عليه قبل بضعة أشهر ورومل محاصر في تونس ومحاصرة الألمان في ستالينغراد ويظهر اليابانيون على استعداد للتخلي عن غوادالكانال.

## الروابط الخارجية
- الجدول الزمني للحرب العالمية الثانية.
- وثائق الحرب العالمية الثانية.
- الجدول الزمني للحرب العالمية الثانية. نسخة محفوظة 2 مارس 2013 على موقع واي باك مشين.